# Тайджун-Мару (2825)
Тайджун-Мару (2825) — транспортне судно, яке під час Другої світової війни брало участь у операціях японських збройних сил на Тихому океані. 
15 травня 1944-го «Тайджун-Мару» вийшло з Маніли у складі конвою H-26, що прямував до острова Хальмахера (північна частина Молуккського архіпелагу). Вночі 23 травня у північній частині Молуккського моря вже на підході до острова Хальмахера американський підводний човен уразив «Тайджун-Мару», що, зокрема, перевозило дві десантні баржі «Дайхацу». Судно затонуло, загинуло 5 членів екіпажу. За одними даними, цей успіх належить субмарині USS Ray, за іншими — субмарині USS Cero.